# Transport maritime en France
 (mars 2024).
Si vous disposez d'ouvrages ou d'articles de référence ou si vous connaissez des sites web de qualité traitant du thème abordé ici, merci de compléter l'article en donnant les références utiles à sa vérifiabilité et en les liant à la section « Notes et références ».
Le trafic maritime de marchandises des ports de commerce en France représente 360 millions de tonnes en 2019. Les 7 grands ports maritimes et Calais traitent plus de 80 % du trafic maritime de marchandises.
Le grand port maritime du Havre permet l'entrée des plus grands porte-conteneurs et des plus grands pétroliers. C'est le premier port Français pour les conteneurs avec 2,7 millions d'EVP (équivalent vingt pieds) par année.
La flotte de commerce française aujourd'hui[Quand ?] se répartit ainsi :
- 230 navires de transport (marchandises et passagers) sous pavillon français.
- 179 navires sous pavillon tiers.

Cette situation place la France au 26e rang mondial en 2016, après avoir été 4e 25 ans auparavant. Ce décalage est dû en grande partie au développement des pavillons de complaisance.